# Santiago Vaquera-Vásquez
Santiago Vaquera-Vásquez (Willows, California, 1966) es un escritor estadounidense que se especializa en la literatura chicana y los temas que se originan desde la zona fronteriza entre México y los Estados Unidos. Nació en Willows (California), en 1966, y ha pasado la mayoría de su vida entre las dos naciones.

## Biografía

### Educación
Vásquez recibió su licenciatura en Español y el Arte de Estudio de la Universidad Estatal de California (Chico), su título posgrado en las lenguas y literaturas hispanas de la Universidad de California Santa Bárbara y su doctorado también en las lenguas y literaturas hispanas de la Universidad de California Santa Bárbara.

### Carrera profesional
Vásquez ha escrito desde sus estudios posgrados en la década de los 80s, pero aparte de su carrera como un escritor, él ha trabajado mucho en el campo académico. Ha enseñado en  los departamentos de lenguas mundiales en los instituciones siguientes: Texas A&M University, Santa Barbara City College, la Universidad de California Santa Bárbara, Pennsylvania State University, Universidad de Iowa y la Universidad de Nuevo México (donde trabaja hoy en día).

## Obras
Vásquez solo tiene dos libro Algún día te cuento las cosas que he visto y Luego el silencio. Aparte de este libro, él tiene muchas obras literarias y académicas que han sido publicadas por varios medios.

## Premios
- Visiting Scholar. “L.A./La Frontera/Mexico City” Dartmouth College Humanities Research Institute; Fall term, 2000.
- Texas A & M University Scholarly and Creative Activities Grant: Inter/Sections. Migrancy and Cultural Liminality in the Borderlands, 1999.
- Texas A & M University Honors Course Development Grant: Hispanic Urban Culture. Texas A & M University, 1998.
- Texas A & M University Honors Course Development Grant: Borderlands Culture, Texas A & M University, 1997.
- UC Presidents Year Dissertation Fellow. University of California, 1995-96.
- Center for Chicano Studies Research Assistantship: Charting the Mexican Short Story, 1968-1992.
- University of California, Santa Barbara, 1994. Samuel Wofsy Prize, oustanding M.A. candidate, Department of Spanish & Portuguese, University of California, Santa Barbara, 1992.
- University of California Doctoral Scholarship. University of California, Santa Barbara, 1990-94.